# Taylor Pyatt
Taylor William Pyatt, född 19 augusti 1981 i Thunder Bay, Ontario, är en kanadensisk före detta professionell ishockeyspelare som avslutade sin karriär i Genève-Servette HC i NLA.
Pyatt har tidigare spelat för NHL-lagen New York Islanders, Buffalo Sabres, Vancouver Canucks, Phoenix Coyotes, New York Rangers och Pittsburgh Penguins. Han har också tidigare spelat på lägre nivåer för Rochester Americans i AHL, Hammarby IF i Hockeyallsvenskan och Sudbury Wolves i OHL.
Säsongen 2004–05 spelade Pyatt för Stockholmslaget Hammarby IF i Allsvenskan och gjorde 20 poäng på 24 matcher.

## Privatliv
Taylor Pyatts yngre bror Tom Pyatt tillhör NHL-klubben Vancouver Canucks. Deras far Nelson Pyatt spelade i NHL på 1970-talet för Detroit Red Wings, Washington Capitals och Colorado Rockies.

## Statistik
TBAHA = Thunder Bay Amateur Hockey Association
| 1996–97    | Thunder Bay Kings   | TBAHA       | 60  | 52  | 61  | 113 | 72  | —  | —  | —  | —  | —  |
| 1997–98    | Sudbury Wolves      | OHL         | 58  | 14  | 17  | 31  | 104 | 10 | 3  | 1  | 4  | 8  |
| 1998–99    | Sudbury Wolves      | OHL         | 68  | 37  | 38  | 75  | 95  | 4  | 0  | 4  | 4  | 6  |
| 1999–00    | Sudbury Wolves      | OHL         | 68  | 40  | 49  | 89  | 98  | 12 | 8  | 7  | 15 | 25 |
| 2000–01    | New York Islanders  | NHL         | 78  | 4   | 14  | 18  | 39  | —  | —  | —  | —  | —  |
| 2001–02    | Rochester Americans | AHL         | 27  | 6   | 4   | 10  | 36  | —  | —  | —  | —  | —  |
| 2001–02    | Buffalo Sabres      | NHL         | 48  | 10  | 10  | 20  | 35  | —  | —  | —  | —  | —  |
| 2002–03    | Buffalo Sabres      | NHL         | 78  | 14  | 14  | 28  | 38  | —  | —  | —  | —  | —  |
| 2003–04    | Buffalo Sabres      | NHL         | 63  | 8   | 12  | 20  | 25  | —  | —  | —  | —  | —  |
| 2004–05    | Hammarby IF         | Allsvenskan | 24  | 11  | 9   | 20  | 20  | —  | —  | —  | —  | —  |
| 2005–06    | Buffalo Sabres      | NHL         | 41  | 6   | 6   | 12  | 33  | 14 | 0  | 5  | 5  | 10 |
| 2006–07    | Vancouver Canucks   | NHL         | 76  | 23  | 14  | 37  | 42  | 12 | 2  | 4  | 6  | 6  |
| 2007–08    | Vancouver Canucks   | NHL         | 79  | 16  | 21  | 37  | 60  | —  | —  | —  | —  | —  |
| 2008–09    | Vancouver Canucks   | NHL         | 69  | 10  | 9   | 19  | 43  | 4  | 0  | 0  | 0  | 2  |
| 2009–10    | Phoenix Coyotes     | NHL         | 74  | 12  | 11  | 23  | 39  | 7  | 1  | 1  | 2  | 2  |
| 2010–11    | Phoenix Coyotes     | NHL         | 76  | 18  | 13  | 31  | 27  | 4  | 1  | 0  | 1  | 0  |
| 2011–12    | Phoenix Coyotes     | NHL         | 73  | 9   | 10  | 19  | 23  | 16 | 4  | 2  | 6  | 2  |
| 2012–13    | New York Rangers    | NHL         | 48  | 6   | 5   | 11  | 6   | 12 | 2  | 2  | 4  | 4  |
| 2013–14    | New York Rangers    | NHL         | 22  | 0   | 1   | 1   | 10  | —  | —  | —  | —  | —  |
| 2013–14    | Pittsburgh Penguins | NHL         | 34  | 4   | 0   | 4   | 10  | —  | —  | —  | —  | —  |
| 2014–15    | Genève-Servette HC  | NLA         | 38  | 14  | 11  | 25  | 18  | 8  | 4  | 1  | 5  | 4  |
| NHL totalt | NHL totalt          | NHL totalt  | 859 | 140 | 140 | 280 | 430 | 69 | 10 | 14 | 24 | 24 |